# Estado Soberano del Quindío
El Estado Soberano del Quindío fue el primer intento separatista de la región homónima. Existió como entidad territorial no reconocida pero existente de facto entre su proclamación en enero de 1860 y su disolución en agosto del mismo año. 

## Historia
En enero de 1860 Pedro José Carrillo, jefe de la Guarda Nacional e inspector general en el Cauca, nombrado por el presidente Mariano Ospina Rodríguez, se sublevó contra Tomás Cipriano de Mosquera, Presidente del Estado Soberano del Cauca, y quien se había levantado contra el presidente Ospina. 
Contrariando las órdenes de Mosquera de detener las tropas del gobierno de Ospina, Carrillo se autoproclamó presidente del Estado Soberano del Quindío. Aunque en un principio Carrillo mantiene su poder y la existencia de facto del estado al derrotar en Cartago a las tropas del general Pedro Murgueítio, enviado por el gobernador de la provincia de Quindío, Vicente Gutiérrez Celis. Sin embargo, en mayo Mosquera y el general Obando derrotan a Carrillo en la Batalla de El Derrumbado. Pese a este revés, Carrillo es ascendido por el gobierno de Ospina y sigue dirigiendo a las tropas conservadoras en Quindío, extendiendo su limitada existencia hasta que en agosto, los federalistas, liderados por Eliseo Payán triunfaron en la Batalla de La Concepción, donde Carrillo es apresado y fusilado a los pocos días en Buga, poniendo fin al primer intento separatista del Quindío.